# Этнографические и субэтнические группы хорватов
Этнографи́ческие и субэтни́ческие гру́ппы хорва́тов — региональные группы хорватского народа, для которых характерны культурные, бытовые, диалектные и иные особенности, а также в ряде случаев — собственное самоназвание. Формирование этнографических различий у хорватов в тех или иных регионах их расселения происходило в условиях обособленности локальных групп в границах разных исторических государств, под влиянием языков и культур иноэтничного окружения, под влиянием географических и природных особенностей, в результате ассимиляции неславянского населения, в ходе миграций, начавшихся после османского завоевания Балканского полуострова, а также под влиянием многих других факторов. К настоящему времени в результате процесса консолидации хорватского этноса, сопровождаемого нивелировкой этнокультурных и диалектных различий, принадлежность к той или иной региональной группе хоть и осознаётся, но уже потеряла прежнее значение. Тем не менее, по мнению ряда исследователей, хорватская этноязыковая среда до сих пор относится к европейским этническим территориям с наиболее сильно развитым региональным самосознанием наряду с итальянской, пиренейской, южногерманской и северофранцузской.
Исконная хорватская этническая территория делится на три крупных историко-этнографических и географических области — Адриатическую (Приморье), Динарскую и Паннонскую. В пределах этих областей сложились более мелкие региональные и локальные группы — загорцы, медьюмурцы (меджумурцы), пригорцы, личане, фучки, чичи, буньевцы и другие. Обособленные группы хорватов живут также за пределами Хорватии, в их числе градищанские хорваты — на границе Австрии и Венгрии, молизские хорваты — в Италии, шокцы — в Венгрии, Сербии и Румынии и другие. А. Д. Дуличенко выделяет среди хорватов крупные этнографические группы (по его терминологии — этнорегиональные группы) по языковым различиям — чакавцев, говорящих на диалектах чакавского наречия (побережье и острова Адриатики), и кайкавцев, сохраняющих в быту диалекты кайкавского наречия (вокруг Загреба и в областях, прилегающих к Словении).

## В Хорватии
На территории Хорватии выделяют следующие этнографические, субэтнические и прочие локальные группы:
- безьяцы;
- бодулы;
- буньевцы:
  - далматинские;
  - приморско-ликские;
  - подунайские;
- граничары;
- далматинцы:
  - влахи;
  - морлаки;
- загорцы;
- истряне;
- личане;
- медьюмурцы (меджумурцы);
- пригорцы;
- фучки;
- чичи[англ.].

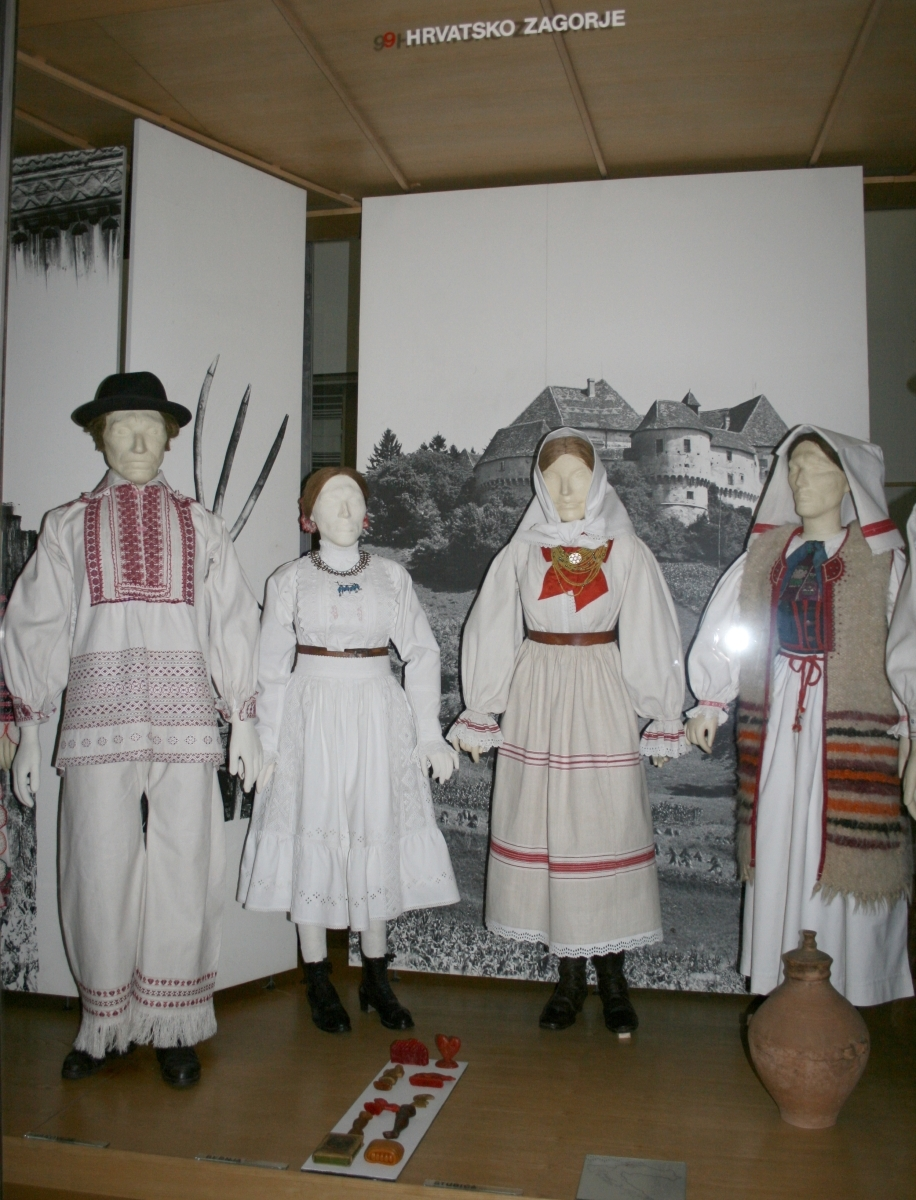
Народные костюмы жителей Хорватского Загорья

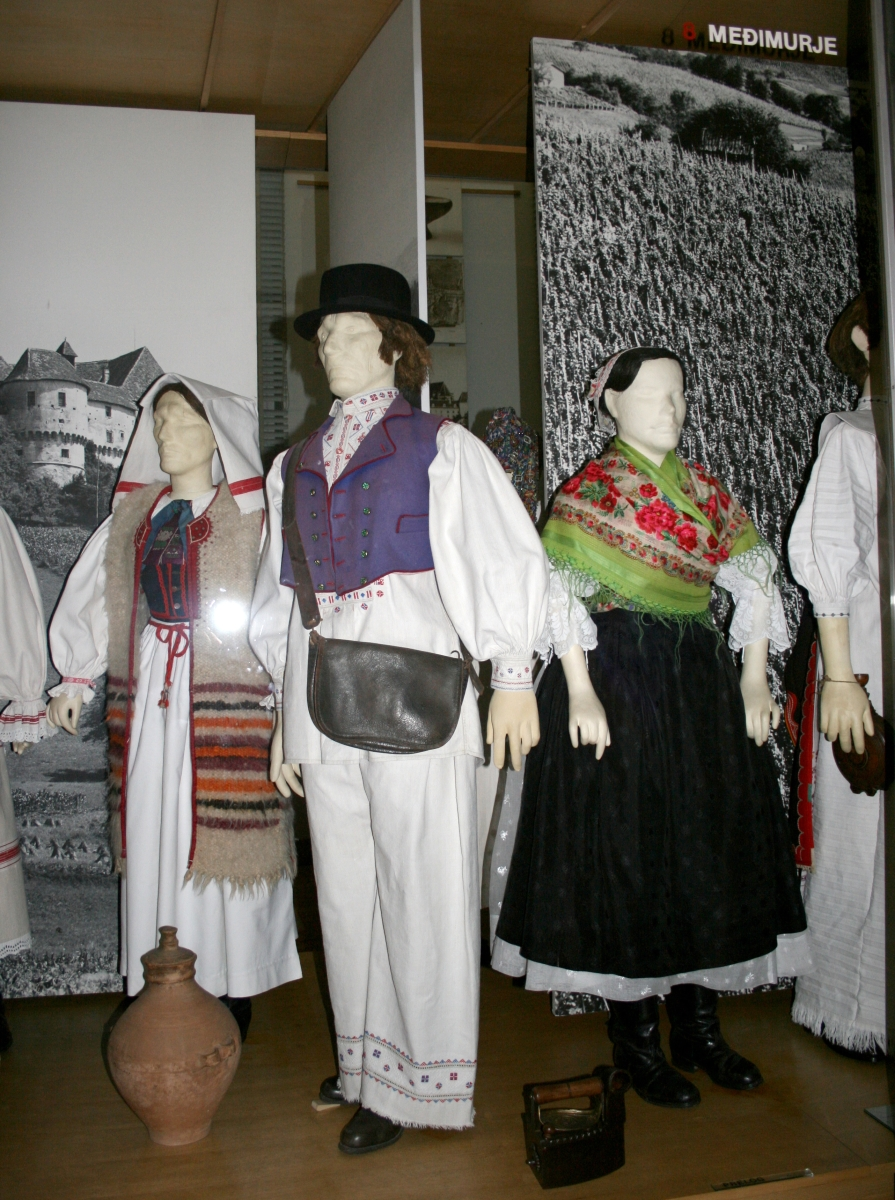
Народные костюмы жителей Меджимурья

Наименования части региональных групп хорватов связаны с географическими названиями места их жительства. Так, например, загорцы представляют население Загорья (область к северу от Загреба); медьюмурцы — население Меджимурья, междуречья Дравы и Муры; пригорцы — население Пригорья (область к юго-западу от Загреба), личане — население Лики (область в центральной Хорватии) и т. д. Особый экзоэтноним «бодулы» получили от жителей побережья представители локальных групп на островах Адриатического моря. Наиболее часто это название употребляется по отношению к населению острова Крка.
Граничары — основное население так называемой Военной границы, укреплённой полосы, созданной для защиты от нашествия турок. В состав граничаров вошли хорваты и сербы — беженцы из Восточной Хорватии, Сербии и Боснии. В обязанности этих групп хорватов и сербов входило несение военно-сторожевой службы. Отличием граничар от основных массивов хорватского и сербского этносов были специфические черты быта и особое социальное положение. После упразднения Военной границы во второй половине XIX века граничары постепенно стали сливаться с окружающим их населением.
Большим этнографическим разнообразием выделяется полуостров Истрия. Там жили или живут до настоящего времени такие локальные группы, как фучки, чичи, безьяцы, истряне, влахи и морлаки.
Чичи — локальная группа, выделяющаяся по месту расселения (на плато Чичария в северо-восточной Истрии) и по происхождению — это хорваты, переселившиеся в Истрию из других областей, а также ассимилированное хорватами местное романоязычное население. В узком смысле название «чичи» употребляется по отношению к истрорумынам села Жеяне и ошибочно по отношению ко всем остальным истрорумынам, живущим к востоку от горы Учка. Сами истрорумыны название «чичи» никогда не использовали, называя себя либо «влахами», либо по названию села, в котором живут — «жеянцы», «сушневцы», «новошане» и т. д. Хорваты при этом называют истрорумын «румуньи», «влахи», «чирибирчи» или «чичерани». Впервые название «чичи» упоминается в хрониках Я. Унреста по отношению к одному из районов в горных областях Хорватии (Цетин и Велебит). Предположительно там изначально жили предки истрорумын вместе с другими пастухами-влахами. В XV веке под названием «чичи» упоминается пастушеское население острова Крка. Позднее с этого острова чичи переселились в безлюдные районы Истрии. В дальнейшем уже на территории Истрии название «чичи» распространилось на хорватов, селившихся рядом с истрорумынами.
К западу от мест расселения субэтнической группы чичи в так называемом Бузетском крае в Северной Истрии (в окрестностях города Бузет) живут фучки. Они выделяются в основном по диалектным особенностям. Своеобразием бузетского диалекта, на котором говорят фучки, является близость его диалектных черт к чертам соседних словенских диалектов. Кроме того, ареал бузетского диалекта расположен на относительно небольшой территории в сравнении с территориями, занимаемыми другими диалектами чакавского наречия, вследствие чего бузетская речь заметно контрастирует с речью более распространённых и престижных в Истрии соседних чакавских диалектов. Ранее бузетский ошибочно считался смешанным кайкавско-чакавским диалектом с преобладанием черт кайкавского наречия. Вероятно, такая точка зрения была распространена из-за того, что ареал бузетского диалекта находится в переходной чакавско-словенской зоне, и словенские языковые признаки принимались за близкие словенским кайкавские признаки. В частности, вместо чакавской формы местоимения «что» — ča — в бузетском диалекте используется форма местоимения kaj, такая же, как в диалектах кайкавского наречия и в словенском языке. Считается, что название «фучки» возникло из-за специфического сочетания шипящих и свистящих звуков в речи представителей данной субэтнической группы. Возможно, в состав фучков вошли потомки самого раннего славянского населения Истрии, более поздние чакавско-штокавские переселенцы, а также истрорумыны.

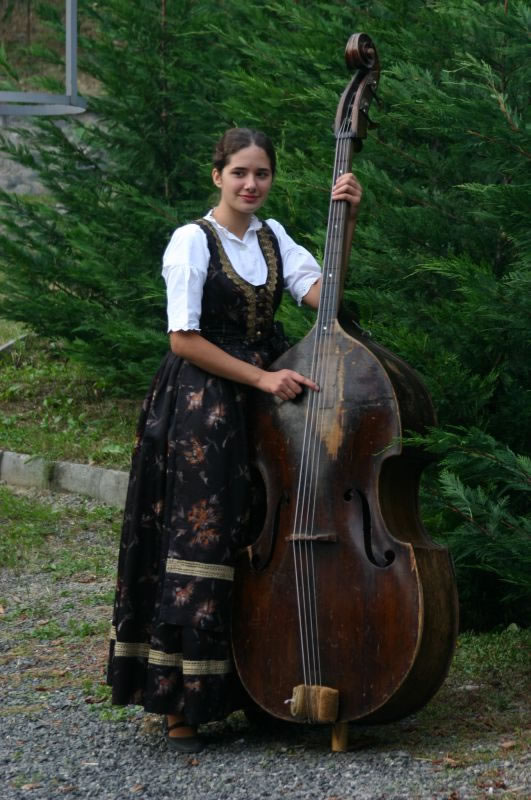
Представительница группы буньевцев из Венгрии в народном костюме

В южной и восточной частях Истрии несколько обособленное положение занимают потомки древнего чакавского населения — истряне и безьяцы, а также потомки более поздних штокавских переселенцев из Далмации — влахи и морлаки.
В составе субэтнической общности буньевцев выделяют три группы, живущие в разрозненных областях: подунайских буньевцев, населяющих сербскую часть Бачки (Воеводина), венгерскую часть Бачки (Бач-Кишкун) и окрестности Будапешта, приморско-ликских буньевцев, населяющих Хорватское Приморье, Лику и Горски-Котар, а также далматинских буньевцев, расселённых на юго-западе Боснии и в Далмации (с внутренними районами Динара). Все три группы буньевцев объединяют самоназвание, общие черты культуры и быта, а также языковые особенности — представители этих групп используют в повседневном общении икавские штокавские говоры. Областью формирования буньевцев считают юго-восточное пограничье Адриатики и Динарского нагорья. В период османских завоеваний буньевцы оказались разделены — несколькими волнами они переселились в другие районы Балкан, где ещё не было турок, образовав при этом три обособленных друг от друга этнических области. При всём культурно-бытовом и языковом единстве у каждой из групп буньевцев в условиях изоляции появились некоторые отличия, наиболее отчётливо они проявляются в особенностях говоров. Самой компактной является подунайская группа, у представителей этой группы лучше, чем у остальных буньевцев, сохранились языковые черты, элементы традиционной культуры и осознание единства, поскольку подунайские буньевцы длительное время жили в условиях противостояния мадьяризации и сербизации. Происхождение названия «буньевцы» остаётся неясным, возможно, оно связано с названием реки Буна в Герцеговине или с названием типа жилища bunja.

## В других странах
За пределами Хорватии выделяются такие обособленные в этнографическом плане группы, как градищанские хорваты — на границе Австрии и Венгрии, а также в Чехии и Словакии, молизские хорваты — в Италии, яневцы — в Косове, карашевцы — в Румынии, шокцы — в Венгрии, Сербии и Румынии, бокельские (которские) хорваты — в Черногории и другие.

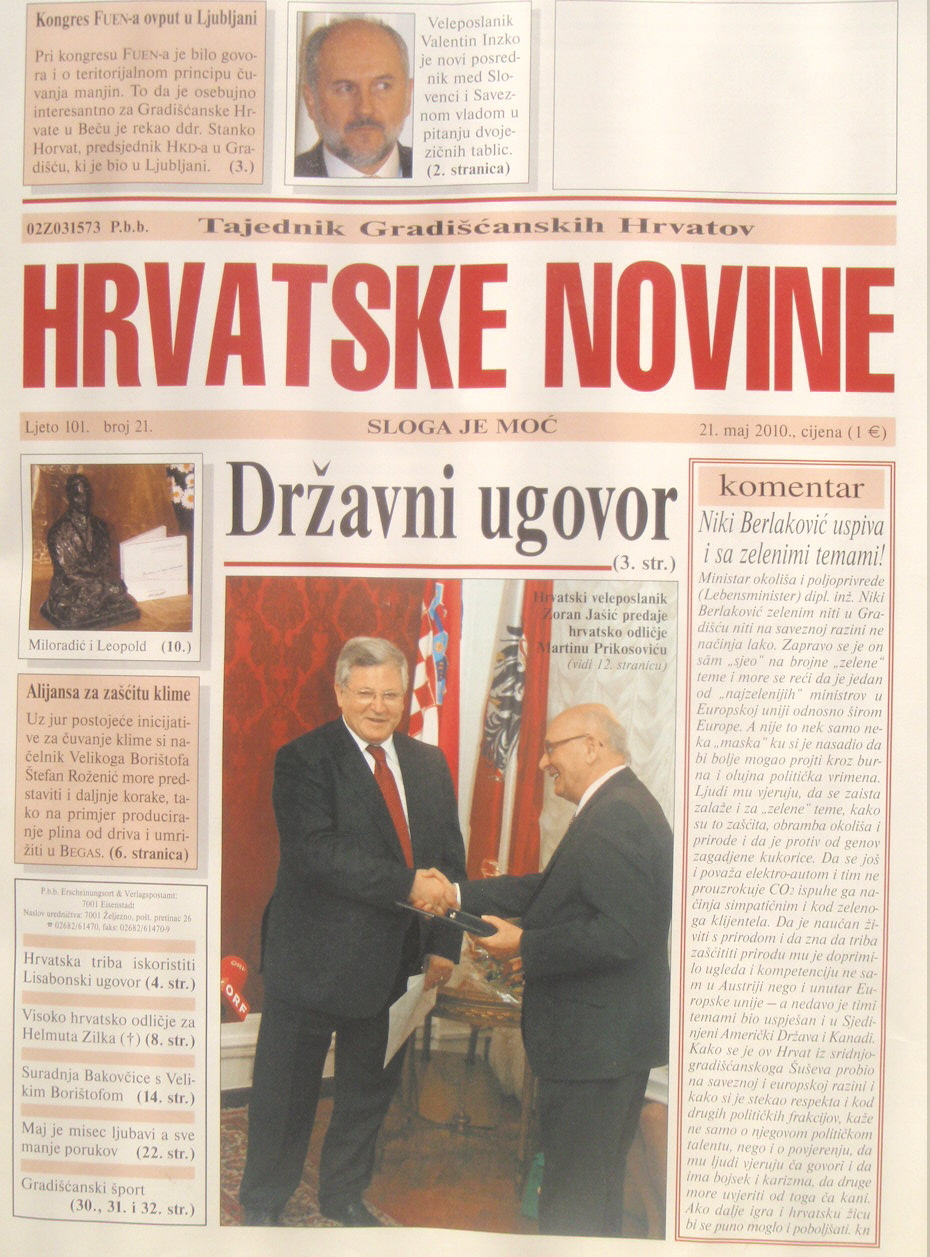
Hrvatske novine — еженедельная газета градищанских хорватов

Градищанские хорваты (градищанцы) — одна из самых крупных обособленных хорватских общностей за пределами Хорватии. Она состоит из нескольких групп, имеющих различное происхождение и характеризующихся своими собственными диалектными и культурно-бытовыми особенностями. Градищане живут в иноэтничном окружении среди австрийцев, венгров, чехов и словаков. Основная область их расселения — земля Бургенланд (Градище) в Австрии. В широком смысле понятие «Градище» (а вместе с ним «градищане» и «градищанские говоры») распространяется также на поселения хорватов в Венгрии, Чехии и Словакии. Первые группы предков градищан появились в опустевших после османских набегов областях на западе Венгрии в XV веке, массовые же миграции хорватов на эту территорию начались в XVI веке. Основные причины, по которым предки градищан покидали родные земли — это набеги турок, тяжёлые налоги и голод. Кроме того, важную роль в переселениях хорватов сыграли землевладельцы, они не только вывозили в Венгрию своих подданных крестьян, но и организовывали переезд свободных крестьян «по найму» (крестьяне, подписывавшие договор с землевладельцами, иногда уезжали из Хорватии целыми сёлами).
Территориально Градище делится на три области, в которых выделяют пять локальных групп градищанских хорватов. Северное Градище населяют полянцы и хаты, Среднее Градище населяют долинцы, в Южном Градище живут влахи и штои. Особое объединение, не имеющее собственного самоназвания, составляют хорваты Южного Градища, которые говорят на одном из чакавских диалектов. Среди градищан распространены как чакавские, так и штокавские и отчасти кайкавские говоры. Хорватский литературный язык не получил распространения в Градище. Градищанские хорваты ориентируются на местные говоры, на основе которых разработана собственная стандартная форма. В 1987 году конституционный суд Австрии признал стандартный градищанско-хорватский язык вторым официальным языком Бургенланда наряду с немецким.
Частью градищанско-хорватской общности являются моравские хорваты, живущие в Чехии (на юге Моравии). Как и предки многих других групп хорватов, предки моравской группы покинули Хорватию, спасаясь от турецких набегов. Основной поток переселения на территорию Моравии отмечался в XVI веке. В течение нескольких столетий небольшая группа хорватов жила в окружении чехов и немцев, но сумела при этом сохранить свою этническую идентичность. После Второй мировой войны моравские хорваты были насильственно переселены отдельными семьями в другие районы Чехии, и, хотя хорватам разрешили позднее вернуться, единство этой субэтнической группы было ослаблено, передача родного языка младшему поколению была нарушена, народные традиции отчасти были утрачены. На рубеже XX—XXI веков в Чехии насчитывалось до 850 моравских хорватов.
Молизские хорваты — потомки переселенцев с Адриатического побережья Хорватии, живущие в области Молизе в центральной Италии. Их численность не превышает 2500 человек. Время переселения в Италию — конец XV — начало XVI века. Изначально хорваты основали 15 сёл с общей численностью до 7000—8000 человек. В дальнейшем область их расселения стала сокращаться, значительная часть молизских хорватов постепенно слилась с окружающим их итальянским большинством. В настоящее время в Молизе осталось только три хорватских села — Аквавива-Коллекроче, Монтемитро и Сан-Феличе-дель-Молизе. С 1960-х годов процесс итальянизации хорватов несколько замедлился, что было связано с начавшимся национальным возрождением молизско-хорватской общности — были установлены контакты с Хорватией, открыты курсы родного языка, начато издание журнала «Naš jezik / La nostrа linguа». Местный диалект с икавско-штокавской основой из языка бытового общения превратился в язык газетных публикаций и художественной литературы. Хорваты в Италии были признаны национальным меньшинством. Большую поддержку хорватское население Молизе получило от разного рода фондов, организаций и научных учреждений Хорватии после обретения этой страной независимости в 1991 году. Тем не менее, в современной Италии положение молизско-хорватской группы ухудшается — знание хорватского языка теперь сохраняется в основном только у представителей старшего поколения хорватов-молизцев, молодёжь всё чаще уезжает из родных сёл в крупные города, где быстро утрачивает хорватскую этническую идентичность.

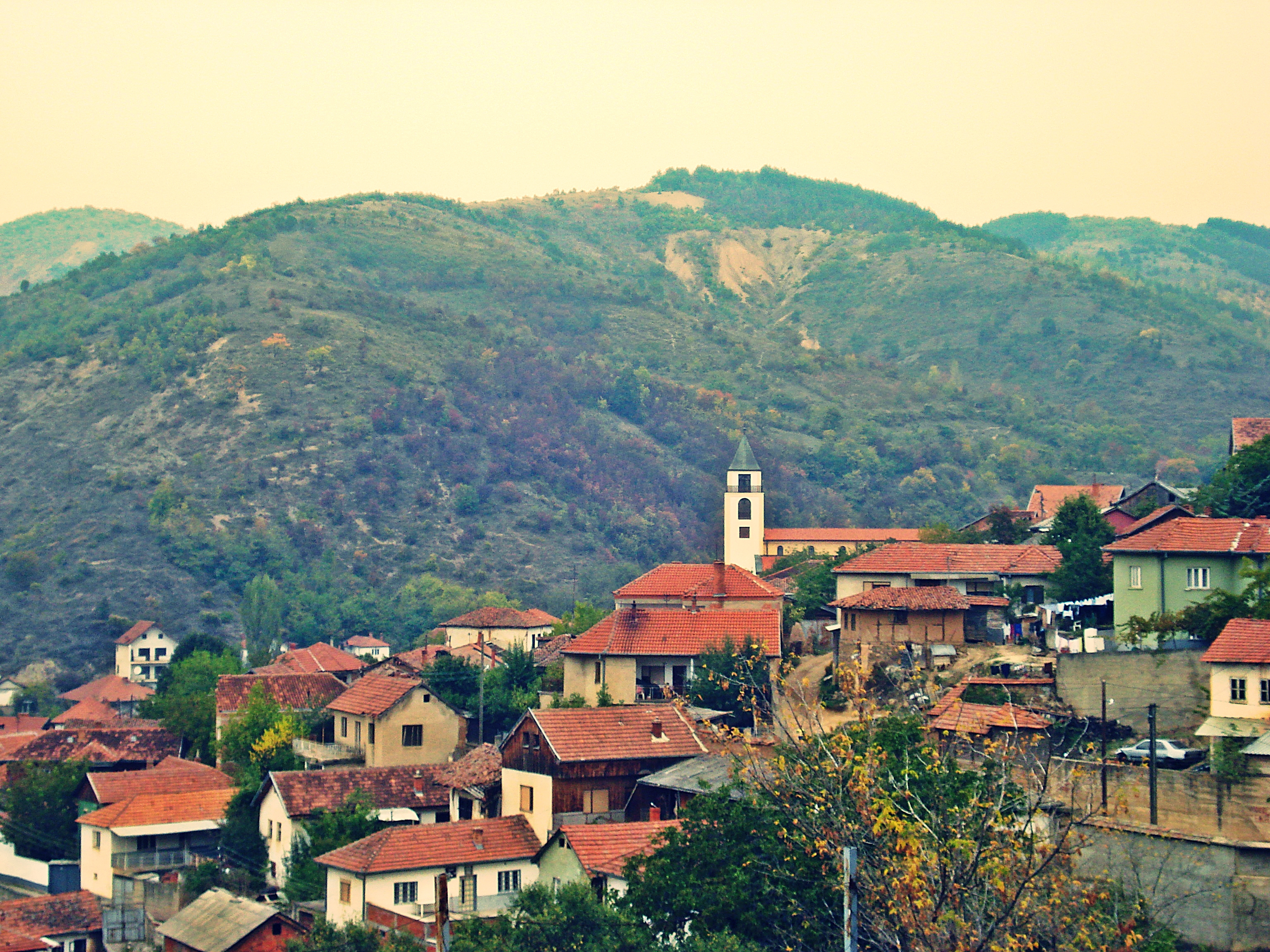
Село Янево (Косово) в Косове

Яневцы — небольшая субэтническая группа хорватов в Косове, представляющая собой потомков колонистов XIV века, главным образом торговцев из Дубровницкой республики. Несмотря на длительное соседство с албанским мусульманским и сербским православным большинством, яневцы не утратили хорватского этнического самосознания. Этому способствовали некоторая географическая изоляция яневцев, приверженность католической вере и сохранение связей с хорватами Дубровника. В настоящее время большинство яневцев переселилось в Хорватию.
Карашевцы (крашоване, карашевские хорваты) — самая крупная хорватская общность в Румынии, населяющая Карашево, Равник, Водник и другие сёла жудеца Караш-Северин. К началу XXI века насчитывалось приблизительно 7500 карашевцев. Предки карашевских хорватов переселились в Румынию на рубеже XIV—XV веков. Общепринятой версии обстоятельств их переселения нет. Основными занятиями карашевцев традиционно были овцеводство и выращивание фруктов.

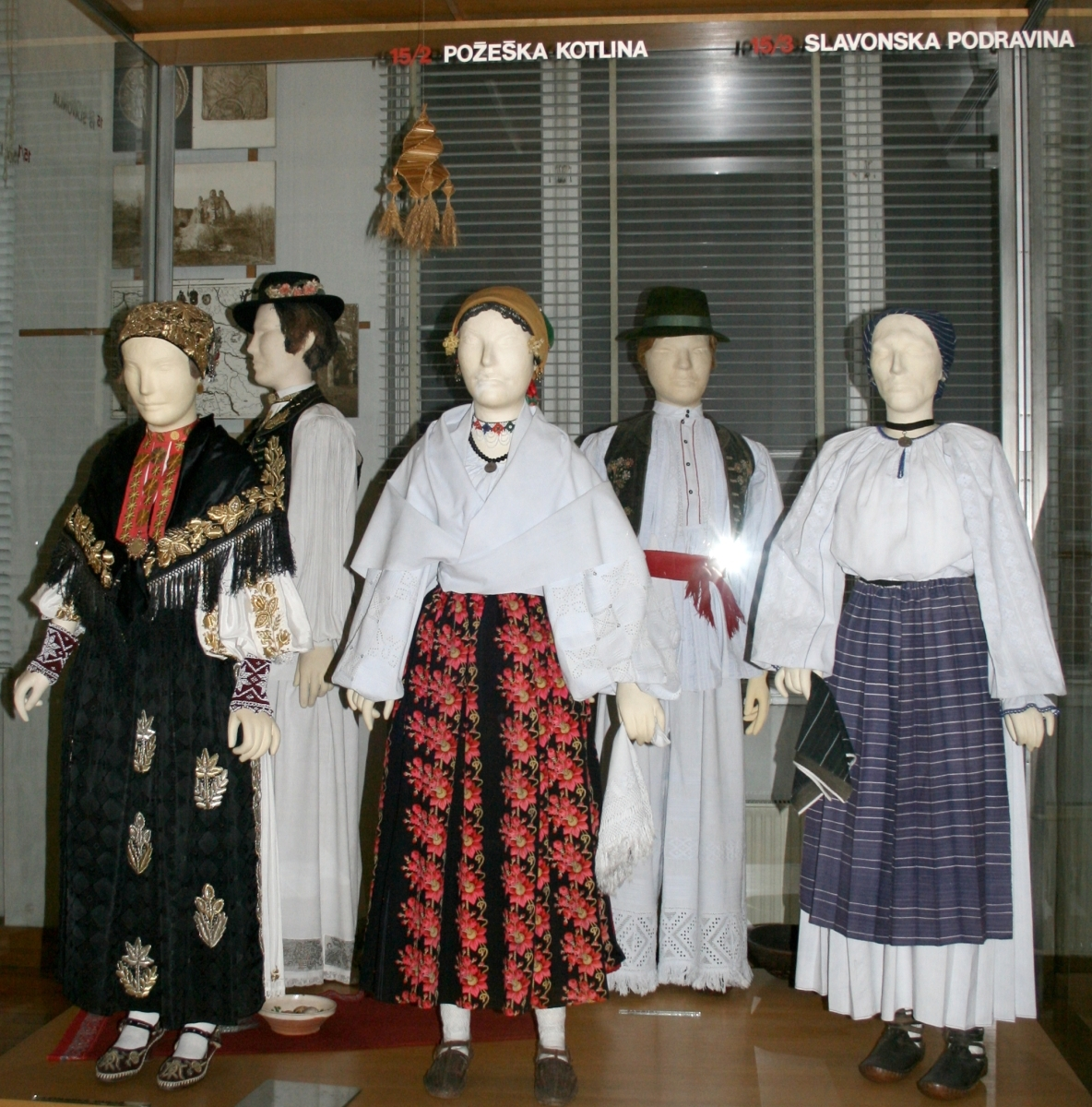
Народные костюмы шокцев из Пожешская котловины

Шокцы — субэтническая группа, населяющая приграничные районы Хорватии, Венгрии, Сербии и Румынии: Восточную Славонию, Западный Срем, Баранью и Бачку. Впервые упоминаются в документах XVII века. Шокцы являются одними из самых ранних переселенцев в Славонии и Воеводине. Среди соседей, православных сербов и румын, которые предположительно и дали название шокцам, последние выделяются католической верой. Помимо религиозной обособленности шокцы отличаются от соседних этнических групп особенностями традиционной культуры и способами ведения хозяйства, от сербов их отличают также говоры с икавским типом произношения. В XIX веке шокцы принимали участие в хорватском национальном движении, но не утратили при этом свою локальную идентичность и осознание единства своей группы, объединённой общим этнонимом.

## Факторы обособления
Одним из важных факторов обособления тех или иных территориальных групп хорватов была их относительная изоляция в пределах различных исторических государств. Государственные границы, проходившие в прошлом по территории современной Хорватии, способствовали разобщению различных хорватских групп, благодаря чему их диалектные и культурно-бытовые различия с течением времени усиливались. Определённое влияние на культуру и быт хорватов разных регионов также оказывали народы соседних государств и областей, в том числе и народы тех государств, власть которых распространялась на хорватские земли. Так, на формирование культурно-бытовых особенностей населения Хорватии и Славонии, почти тысячелетие находившегося под властью Венгерского королевства, сильное влияние оказали культура и быт венгров. Население Истрии и Далмации, хоть и подчинявшееся Габсбургской монархии, постоянно поддерживало экономические и культурные связи с итальянцами, в первую очередь с венецианцами. Итальянское влияние заметно отразилось в элементах традиционной культуры истрийских и далматинских хорватов. В Боснии и Герцеговине, долгое время находившейся под властью Османской империи, хорватское население находилось под влиянием турецкой культуры. Некоторые группы боснийских хорватов по разным причинам перешли из католичества в ислам.
На культурно-бытовые различия хорватов разных регионов оказали влияние также и природные условия. По географическим характеристикам и связанными с ними особенностями хозяйства на территории Хорватии различают три области — Адриатическую (Приморье), Динарскую и Паннонскую. В Адриатической области, охватывающей морское побережье и острова, используется в основном террасовая система земледелия. Возделывают главным образом виноград и ранние сорта овощей. Зерновые культуры имеют второстепенное значение. На непригодных для земледелия территориях развито овцеводство. Важное значение для хозяйства Адриатической области имеет также морское рыболовство. В горной Динарской области традиционно ведущей отраслью хозяйства было скотоводство, в первую очередь, овцеводство отгонно-пастбищного типа. В Паннонской области, охватывающей преимущественно равнинные районы с долинами крупных рек, развито возделывание зерновых и технических культур, огородничество, садоводство и виноградарство. Важную роль в хозяйстве играет также скотоводство, преимущественно со стойловым содержанием скота.

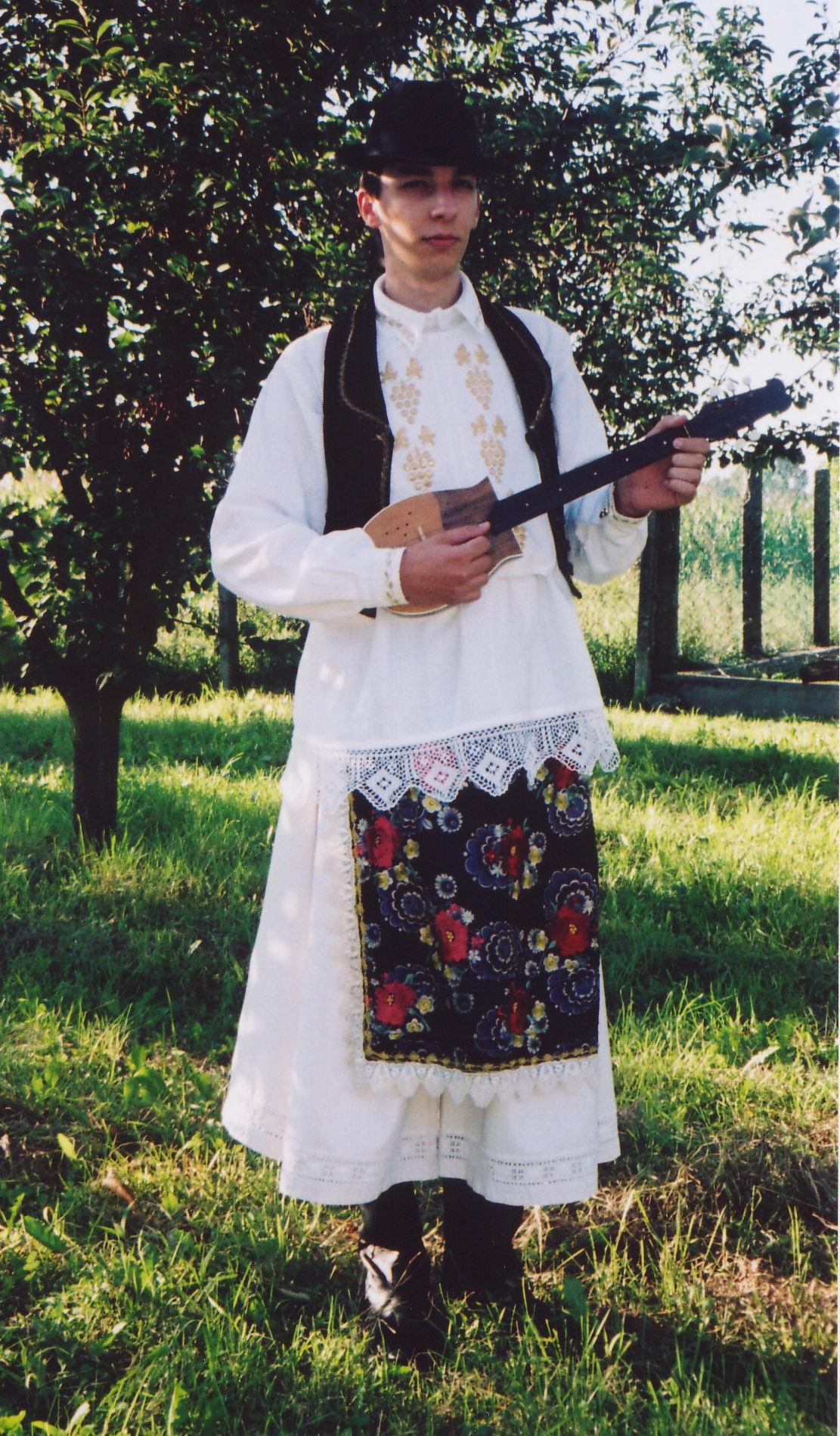
Босняки (хорваты) в народном костюме (Венгрия)

Следствием обособления тех или иных групп хорватов стало образование и развитие в их языке значительных диалектных различий. Распад наречий и диалектов, а также миграции их носителей привели к формированию в хорватском языковом ареале диалектного ландшафта с большой дробностью говоров. На территории расселения хорватского этноса в настоящее время размещены ареалы трёх наречий сербохорватского диалектного континуума. Наиболее распространённым является штокавское наречие, на основе которого сформированы нормы современного хорватского литературного языка. На основу штокавщины опираются также сербский и боснийский литературные языки. Штокавские говоры являются родными как для хорватов, так и для сербов (наряду с торлакскими говорами), босняков и черногорцев. Между тем, часть хорватов говорит также на кайкавском (в смежных со Словенией районах Хорватии, в том числе в столице Хорватии Загребе) и чакавском наречиях (Хорватское Приморье, включая острова Адриатического моря и полуостров Истрию). Эти наречия в значительной мере отличаются от штокавских диалектов, прежде всего в области морфологии (в частности, морфология штокавского и чакавского диалектов различается значительно глубже, чем морфология русского и белорусского языков). Кайкавские диалекты помимо прочего выделяются тем, что для них характерен ряд общих черт со словенским языком. В целом различия сербохорватских наречий велики настолько, что могут затруднять взаимопонимание носителей отдельных диалектов, не владеющих литературным языком. В современной Хорватии кайкавское и чакавское наречия не ограничены бытовым общением, на них продолжается литературное творчество, издаётся периодика, ведётся радиовещание. Более того, на чакавской основе сформирован градищанско-хорватский литературный язык, выполняющий некоторые официальные функции в селениях австрийского Бургенланда. На штокавской основе создан молизско-хорватский (молизско-славянский) язык в Италии, который в настоящее время используется крайне ограниченно. Свой вариант литературного языка с 1990-х годов пытаются сформировать буньевцы Воеводины. В местах их компактного проживания в некоторых начальных школах вводятся уроки буньевского языка, в газете Bunjevačke novine на буньевском печатаются отдельные статьи. Усиление диалектных различий, ставшее следствием многочисленных миграций и относительной изоляции разных групп хорватского населения, в свою очередь само способствовало обособлению локальных групп. Одним из примеров выделения группы хорватов по диалектным особенностям могут быть фучки.
Длительное время в разные исторические периоды на Балканском полуострове происходили миграции как славянского, так и неславянского населения. Эти процессы коснулись и хорватов. В XV—XVII веках переселения хорватов-христиан были вызваны турецким завоеванием Балкан, значительные по численности группы населения мигрировали на свободные от турок территории. Со времени отступления Османской империи с завоёванных земель вплоть до XX века происходили переселения славян, принявших ислам, они отходили вслед за турками в области с мусульманским большинством. Указанные миграции оказали влияние на диалектный ландшафт хорватского языкового ареала — некогда широкие переходные зоны между диалектами сменились чёткими диалектными границами. Следствием многочисленных переселений стало формирование граничар, буньевцев и других групп хорватов, в том числе и хорватских диаспор за рубежом. Миграции населения в Хорватии также были связаны с отгонным скотоводством романоязычного населения, в процессе этих переселений сформировались группы влахов и морлахов.